# Страусова, Анастасия Гавриловна
Анастаси́я Гаври́ловна Стра́усова (в девичестве — Кири́ллова) (25 декабря 1905, Старое Комино, Царевококшайский уезд, Казанская губерния, Российская империя — 30 июня 1982, Йошкар-Ола, Марийская АССР, РСФСР, СССР) — марийская советская актриса театра, общественный деятель. Яркая представительница первого поколения профессиональных марийских актрис театра. Заслуженная артистка РСФСР (1960), народная артистка Марийской АССР (1954). Член КПСС с 1959 года.

## Биография
Родилась 25 декабря 1905 года в деревне Старое Комино ныне Медведевского района Марий Эл в бедной крестьянской семье. Осталась сиротой в 8 лет, в 1917 году поступила в начальную школу, в 16 лет была выдана замуж за вдовца. После призыва мужа на воинскую службу ушла из дома. В 1923 году поступила в Краснококшайскую совпартшколу, через 1,5 года была вынуждена оставить учёбу из-за тифа, батрачила.
В 1924 году поступила актрисой в Марийский передвижной театр. В 1929 году окончила Марийскую студию музыкально-драматического искусства. До 1969 года была одной из ведущих актрис Марийского театра драмы имени М. Шкетана.
В 1959 году вступила в КПСС. Избиралась депутатом Верховного Совета Марийской АССР V созыва (1959—1963), депутатом Йошкар-Олинского городского Совета депутатов трудящихся VI созыва (1957—1959).
В 1954 году стала народной артисткой Марийской АССР, а в 1960 году — заслуженной артисткой РСФСР. За творческую деятельность также награждена орденом Трудового Красного Знамени, медалями, Почётными грамотами Президиума Верховного Совета Марийской АССР (дважды), Министерств культуры РСФСР и МАССР.
Скончалась 30 июня 1982 года в Йошкар-Оле. Похоронена на Туруновском кладбище, рядом с ней похоронена её дочь — заслуженный деятель искусств Марийской АССР, народная артистка Республики Марий Эл Сарра Степановна Кириллова.

## Творческая деятельность
В начале работы в Марийском передвижном театре первым её учителем был основоположник марийской драматургии М. Шкетан, под непосредственным руководством которого актриса работала над своей первой ролью — Орик в драме «Ачийжат-авийжат!..» («Эх, родители!..», 1924).
Под руководством режиссёра Н. И. Календера в поставленных им спектаклях сыграла Анисью (Л. Толстой «Пычкемыш лоҥгаште» / «Власть тьмы», 1927), учительницу Татьяну Григорьевну (С. Чавайн «Мӱкш отар» / «Пасека», 1928), Дочь Бога (С. Чавайн «Илыше вӱд» / «Живая вода», 1929), крестьянку Марфу Савишну (Е. Яновский «Шыде» / «Ярость», 1930).
В 1930 году в составе труппы Маргостеатра приняла участие в I Всесоюзной олимпиаде театров и искусств народов СССР.
Начиная с 1930-х годов ею были сыграны сложные и разноплановые роли: Маланья (М. Шкетан «Шурно» / Урожай, 1933), Варвара (А. Островский «Кӱдырчан йӱр» / «Гроза», 1934), Марфа (С. Чавайн «Акпатыр», 1935), Агафья Тихоновна (Н. Гоголь «Ӱдырым налмаш» / «Женитьба», 1935), Настя (С. Чавайн «Окса тул» / «Клад», 1936), леди Мильфорд (Ф. Шиллер «Йӧратымаш да осал чоялык» / «Коварство и любовь», 1938), Беатриче (К. Гольдони «Коклазе-влак» / «Бабьи сплетни», 1939), Елена (М. Горький «Мещан-влак» / «Мещане», 1941) и др.
С 1938 года более 500 раз исполнила роль Эчан вате в музыкальной комедии С. Николаева «Салика».
Также создала образы Нени кува («Ачийжат-авийжат», М. Шкетан), Орина («У муро», Н. Арбан), Марпа, Юмын ӱдыр, Татьяна Григорьевна («Акпатыр», «Илыше вӱд», «Мӱкш отар», С. Чавайн) и др.
Значительной вехой её творческой биографии стала роль Кабанихи в спектакле М. Толчинского «Кӱдырчан йӱр» («Гроза», 1955). Интересны её роль Галчихи («Титакдыме титакан-влак» / «Без вины виноватые», 1948), роли персонажей второго плана в спектаклях разных лет по пьесам А. Островского: «Чодыра» («Лес», 1937), «Лумӱдыр» («Снегурочка», 1946), «Нужналык зиян огыл» («Бедность — не порок», 1950), «Родо-шамыч улына — шотым муына» («Свои люди — сочтёмся», 1963).
В 1960-е годы играла характерные роли второго плана: Проски (К.Коршунов «Кӱрылтшӧ сем» / Прерванная мелодия, 1964), Кропис кува (М. Рыбаков «Томаша» / Суета, 1967), знахарки (А.Мирзагитов «Чоя шешке» / Змея за пазухой, 1965) и множества других персонажей, порой не имеющих даже собственных имён.
О ролях А. Г. Страусовой выходили статьи не только в марийской (газеты «Марийская правда», «Марий коммуна», журнал «Ончыко» и др.), но и в центральной прессе (журнал «Театральная жизнь»). Ей посвящена отдельная статья в «Театральной энциклопедии».

## Роли
Далее представлен список ролей актрисы А. Г. Страусовой:
- Орик («Эх, родители!..», 1924)
- Анисья (Л. Толстой «Власть тьмы», 1927)
- Учительница Татьяна Григорьевна (С. Чавайн «Пасека», 1928)
- Дочь Бога (С. Чавайн «Живая вода», 1929)
- Крестьянка Марфа Савишна (Е. Яновский «Ярость», 1930)
- Маланья (М. Шкетан «Урожай», 1933)
- Варвара (А. Островский «Гроза», 1934)
- Марфа (С. Чавайн «Акпатыр», 1935)
- Агафья Тихоновна (Н. Гоголь «Женитьба», 1935)
- Настя (С. Чавайн «Клад», 1936)
- Леди Мильфорд (Ф. Шиллер «Коварство и любовь», 1938)
- Беатриче (К. Гольдони «Бабьи сплетни», 1939)
- Елена (М. Горький «Мещане», 1941)
- Галчиха (А. Островский «Без вины виноватые», 1948)
- Орина (Н. Арбан «Новая песня», 1953)
- Кабаниха (А. Островский «Гроза», 1955)
- Проска (К. Коршунов «Прерванная мелодия», 1964)
- Кропис кува (М. Рыбаков «Суета», 1967)
- Знахарка (А. Мирзагитов «Змея за пазухой», 1965)
- Пошлёпкина (Н. Гоголь «Ревизор»)
- Сваха (Н. Гоголь «Женитьба»)
- Матрёна (Л. Толстой «Власть тьмы»)
- Елена Кошевая (А. Фадеев «Молодая гвардия»)
- Акулина (А. Волков «Ксения»)
- Лукерья (А. Волков «Весенний ветер»)
- Федосья (Н. Арбан «Летняя ночь»)
- Ранда (Н. Арбан «Сват и сваха»)
- Степанида (М. Шкетан «Лоскутник Харитон»)
- Жена Сидора (М. Шкетан «Кривоносый лапоть»)
- А. Островский «Лес», 1937
- А. Островский «Снегурочка», 1946
- А. Островский «Бедность — не порок», 1950
- А. Островский «Свои люди — сочтёмся», 1963

## Признание
- Почётная грамота Президиума Верховного Совета Марийской АССР (1945, 1966)[3][4]
- Заслуженная артистка Марийской АССР (1949)[5][6]
- Народная артистка Марийской АССР (1954)[3][4][5][6]
- Заслуженная артистка РСФСР (1960)[3][4][5][6]
- Орден Трудового Красного Знамени (1960)[3][4][5]
- Медаль «За доблестный труд в Великой Отечественной войне 1941—1945 гг.»

## Память
- В 2015 году на доме № 3 по проспекту Гагарина в Йошкар-Оле, где жила актриса, была установлена мемориальная доска. Надпись на ней гласит: «В этом доме с 1969 по 1975 гг. жила заслуженная артистка Марийской АССР, заслуженная артистка РСФСР Страусова Анастасия Гавриловна»[8].
- 24 сентября 2019 года в честь заслуженной артистки РСФСР, народной артистки Марийской АССР А. Г. Страусовой на её малой Родине, в деревне Старое Комино Медведевского района Марий Эл была заложена аллея[9].